# A Mermaid Melody epizódjainak listája
Ez a lista az Mermaid Melody Pichi Pichi Pitch című animesorozat epizódjainak felsorolását tartalmazza.

## Mermaid Melody Pichi Pichi Pitch
| #  | Epizód címe | Első japán sugárzás  |
| -- | --- | -------------------- |
| 1  | Egy gyöngy könnyei Sindzsu no Namida (真珠の涙; Hepburn: Shinju no Namida)                                        | 2003. április 5.     |
| 2  | Kimondhatatlan érzések Ienai Kokoro (言えない心; Hepburn: Ienai Kokoro)                                           | 2003. április 12.    |
| 3  | Ingadozó szándékok Jureru Omoi (揺れる想い; Hepburn: Yureru Omoi)                                                 | 2003. április 19.    |
| 4  | Magányos hercegnő Kodoku na Ódzsó (孤独な王女; Hepburn: Kodoku na Ōjō)                                            | 2003. április 26.    |
| 5  | Jeges csók Cumetai Kiszu (冷たいキス; Hepburn: Tsumetai Kisu)                                                     | 2003. május 3.       |
| 6  | A szerelem fénye Ai no Tóka (愛の灯火; Hepburn: Ai no Tōka)                                                       | 2003. május 10.      |
| 7  | Féltékeny sellő Mámeido no Dzserasí (人魚（マーメイド）の嫉妬（ジェラシー）; Hepburn: Māmeido no Jerashī)         | 2003. május 17.      |
| 8  | Fagyott érzelmek Kootia Kimocsi (凍った気持; Hepburn: Kootia Kimochi)                                             | 2003. május 24.      |
| 9  | Összetört dallam Nuszumareta Merodí (盗まれた曲（メロディー）; Hepburn: Nusumareta Merodī)                        | 2003. május 31.      |
| 10 | A múlt képei Kako no Omokage (過去の面影; Hepburn: Kako no Omokage)                                               | 2003. június 7.      |
| 11 | A kívánsággyűrű Negai no Jubiva (願いの指輪; Hepburn: Negai no Yubiwa)                                            | 2003. június 14.     |
| 12 | Keresztezett szívek Szure Csigau Kokoro (すれ違う心; Hepburn: Sure Chigau Kokoro)                                 | 2003. június 21.     |
| 13 | Hableányok szertartása Mámeido no Gisiki (人魚（マーメイド）の儀式; Hepburn: Māmeido no Gishiki)                  | 2003. június 28.     |
| 14 | A csillagos ég emléke Hosizora no Kioku (星空の記憶; Hepburn: Hoshizora no Kioku)                                 | 2003. július 5.      |
| 15 | Ígéret a tengerparton Nagisza no Jakuszoku (渚の約束; Hepburn: Nagisa no Yakusoku)                                | 2003. július 12.     |
| 16 | Rejtett érzések Himeta Omoi (秘めた想い; Hepburn: Himeta Omoi)                                                    | 2003. július 19.     |
| 17 | Múló csók Hakanai Kiszu (儚いキス; Hepburn: Hakanai Kisu)                                                         | 2003. július 26.     |
| 18 | Fiatal látogató Oszanai Hómonsa (幼い訪問者; Hepburn: Osanai Hōmonsha)                                            | 2003. augusztus 2.   |
| 19 | Nyári csábítás Nacu no Júvaku (夏の誘惑; Hepburn: Natsu no Yūwaku)                                                | 2003. augusztus 9.   |
| 20 | Szerelmeslevél a tengertől Umi Kara Rabu Retá (海から恋文（ラブレター）; Hepburn: Umi Kara Rabu Retā)             | 2003. augusztus 16.  |
| 21 | Apró első szerelem Csiiszana Hacukoi (小さな初恋; Hepburn: Chiisana Hatsukoi)                                     | 2003. augusztus 23.  |
| 22 | Elbűvölő lány Genvaku no Sódzso (幻惑の少女; Hepburn: Genwaku no Shōjo)                                           | 2003. augusztus 30.  |
| 23 | Szerelmi láz Koi no Binecu (恋の微熱; Hepburn: Koi no Binetsu)                                                    | 2003. szeptember 6.  |
| 24 | Álom, hogy menyasszony legyek Jume va Hanajome (夢は花嫁; Hepburn: Yume wa Hanayome)                              | 2003. szeptember 13. |
| 25 | Holdfényes fiú Gekkó no Sónen (月光の少年; Hepburn: Gekkō no Shōnen)                                              | 2003. szeptember 20. |
| 26 | Karen dala Karen no Uta (かれんの唄; Hepburn: Karen no Uta)                                                       | 2003. szeptember 27. |
| 27 | Hívő szív Sindzsiru Kokoro (信じる心; Hepburn: Shinjiru Kokoro)                                                   | 2003. október 4.     |
| 28 | Kötelékek KIZUNA (KIZUNA; Hepburn: KIZUNA)                                                                        | 2003. október 11.    |
| 29 | Maszkos vallomás Kamen no Kokuhaku (仮面の告白; Hepburn: Kamen no Kokuhaku)                                       | 2003. október 18.    |
| 30 | A jég szemei Koori no Hitomi (氷の瞳; Hepburn: Koori no Hitomi)                                                   | 2003. október 25.    |
| 31 | Veszélyes csapda Kikenna Vana (危険な罠; Hepburn: Kikenna Wana)                                                   | 2003. november 1.    |
| 32 | Álomszínű szerelem Koi va Jumeiro (恋は夢色; Hepburn: Koi wa Yumeiro)                                             | 2003. november 8.    |
| 33 | Vidámparkpánik Júencsi Panikku (遊園地騒動（パニック）; Hepburn: Yūenchi Panikku)                                 | 2003. november 15.   |
| 34 | Auri napja Auri no Hi (アウリの日; Hepburn: Auri no Hi)                                                           | 2003. november 22.   |
| 35 | Szomorú dallam Kanasimi no Merodí (悲しみの曲（メロディー）; Hepburn: Kanashimi no Merodī)                        | 2003. november 29.   |
| 36 | Szeretett kisbaba Itosi no Bebí (愛（いとし）のベビー; Hepburn: Itoshi no Bebī)                                   | 2003. december 6.    |
| 37 | Hírhedt szerelmespár Uvasza no Futari (噂のふたり; Hepburn: Uwasa no Futari)                                      | 2003. december 13.   |
| 38 | Karácsonyi ajándék Kuriszumaszu no Okurimono (聖夜（クリスマス）の贈物; Hepburn: Kurisumasu no Okurimono)         | 2003. december 20.   |
| 39 | Pánik a Gyöngyfürdőben Panikku in Páru Piari (P（パニック）インP（パールピアリ）; Hepburn: Panikku in Pāru Piari) | 2003. december 27.   |
| 40 | Egy hősies újév első álomharca Hacujume Daiszakuszen (初夢大作戦; Hepburn: Hatsuyume Daisakusen)                  | 2004. január 2.      |
| 41 | Szerelem felnőttek között Otona no Koi (オトナの恋; Hepburn: Otona no Koi)                                        | 2004. január 10.     |
| 42 | Könnyek holléte Namida no Jukue (涙の行方; Hepburn: Namida no Yukue)                                              | 2004. január 17.     |
| 43 | A gyanú dala Ajakasi no Uta (妖しの歌; Hepburn: Ayakashi no Uta)                                                  | 2004. január 24.     |
| 44 | Csoda egy havas éjjel Jukijo no Kiszeki (雪夜の奇蹟; Hepburn: Yukiyo no Kiseki)                                   | 2004. január 31.     |
| 45 | Egy pár érzései Futacu no Omoi (二つの想い; Hepburn: Futatsu no Omoi)                                             | 2004. február 7.     |
| 46 | Ég veled Szajonara (さよなら; Hepburn: Sayonara)                                                                  | 2004. február 14.    |
| 47 | Sötét meghívás Kuroi Inbitéson (黒い招待状（インビテーション）; Hepburn: Kuroi Inbitēshon)                        | 2004. február 21.    |
| 48 | Kaito rémálma Kaito no Akumu (海斗の悪夢; Hepburn: Kaito no Akumu)                                                | 2004. február 28.    |
| 49 | Szívverés KODOU (KODOU; Hepburn: KODOU)                                                                           | 2004. március 6.     |
| 50 | A szív sötétsége Kokoro no Jami (心の闇; Hepburn: Kokoro no Yami)                                                 | 2004. március 13.    |
| 51 | Feltámadt igazság Jomigaeru Sindzsicu (蘇る真実; Hepburn: Yomigaeru Shinjitsu)                                    | 2004. március 20.    |
| 52 | Az utolsó csók Szaigo no Kiszu (最後のキス; Hepburn: Saigo no Kisu)                                               | 2004. március 27.    |

## Mermaid Melody Pichi Pichi Pitch Pure
| #       | Epizód címe | Első japán sugárzás  |
| ------- | --- | -------------------- |
| 1 (53)  | Az elválás reggele Vakare no Asza (別れの朝; Hepburn: Wakare no Asa)                                                                         | 2004. április 3.     |
| 2 (54)  | A horizont felett Szuiheiszen no Kanata (水平線の彼方; Hepburn: Suiheisen no Kanata)                                                         | 2004. április 10.    |
| 3 (55)  | Tengerkék dallam Mizuiro no Merodí (水色の旋律（メロディー）; Hepburn: Mizuiro no Merodī)                                                    | 2004. április 17.    |
| 4 (56)  | A boldogság előérzete Siavasze no Jokan (幸せの予感; Hepburn: Shiawase no Yokan)                                                             | 2004. április 24.    |
| 5 (57)  | Maestro Maeszutoro (マエストロ; Hepburn: Maesutoro)                                                                                          | 2004. május 1.       |
| 6 (58)  | Fiatal fiú Tosisita no Otoko no Ko (年下の男の子; Hepburn: Toshishita no Otoko no Ko)                                                        | 2004. május 8.       |
| 7 (59)  | Összetört szív Ubavareta Kokoro (奪われた心; Hepburn: Ubawareta Kokoro)                                                                      | 2004. május 15.      |
| 8 (60)  | Emlékek vége Kioku no Hate (記憶の果て; Hepburn: Kioku no Hate)                                                                              | 2004. május 22.      |
| 9 (61)  | Szerelem etűd Koi no Ecsúdo (恋の練習曲（エチュード）; Hepburn: Koi no Echūdo)                                                               | 2004. május 29.      |
| 10 (62) | Megmaradt érzelmek Nokoru Omoi (残る想い; Hepburn: Nokoru Omoi)                                                                              | 2004. június 5.      |
| 11 (63) | Egy fivér érzései Aniki no Kimocsi (兄の気持ち; Hepburn: Aniki no Kimochi)                                                                   | 2004. június 12.     |
| 12 (64) | A tengeri sellő fénye Hikari no Umi no Mámeido (光の海の人魚（マーメイド）; Hepburn: Hikari no Umi no Māmeido)                               | 2004. június 19.     |
| 13 (65) | Titok Kare no Himicu (カレの秘密; Hepburn: Kare no Himitsu)                                                                                  | 2004. június 26.     |
| 14 (66) | Hang a sötétből Jami Kara no Koe (闇からの声; Hepburn: Yami Kara no Koe)                                                                     | 2004. július 3.      |
| 15 (67) | A hét tenger imája Nanacu no Umi no Inori (七つの海の祈り; Hepburn: Nanatsu no Umi no Inori)                                                 | 2004. július 10.     |
| 16 (68) | Itt a nyári vakáció! Szedjük össze, lányok! Nacu Jaszumi Da Jo! Zen-in Súgó (夏休みだヨ!全員集合; Hepburn: Natsu Yasumi Da Yo! Zen-in Shūgō) | 2004. július 17.     |
| 17 (69) | A nyár közepi éj ünnepe Manacu no Szerebu na Joru (真夏のセレブな夜; Hepburn: Manatsu no Serebu na Yoru)                                     | 2004. július 24.     |
| 18 (70) | Csillagok labirintusa Hosi no Rabirinszu (星の迷宮（ラビリンス）; Hepburn: Hoshi no Rabirinsu)                                               | 2004. július 31.     |
| 19 (71) | Gyógyító dal Ijasi no Uta (癒しの歌; Hepburn: Iyashi no Uta)                                                                                 | 2004. augusztus 7.   |
| 20 (72) | A szerelem detektívje Koi no Tentei (恋の探偵; Hepburn: Koi no Tentei)                                                                       | 2004. augusztus 14.  |
| 21 (73) | Szerelmi behatolás Koi no Fuhósinnjú (恋の不法侵入; Hepburn: Koi no Fuhōshinnyū)                                                             | 2004. augusztus 21.  |
| 22 (74) | Ellopott emlékek Omoi de Dorobó (思い出泥棒; Hepburn: Omoi de Dorobō)                                                                        | 2004. augusztus 28.  |
| 23 (75) | Szívben szív Kokoro no Oku no Kokoro (心の奥のこころ; Hepburn: Kokoro no Oku no Kokoro)                                                      | 2004. szeptember 4.  |
| 24 (76) | Kívánság Vatasi no Hosii Mono (私の欲しいもの; Hepburn: Watashi no Hoshii Mono)                                                              | 2004. szeptember 11. |
| 25 (77) | Szerelmes szerencse Koi Uranai (恋占い; Hepburn: Koi Uranai)                                                                                 | 2004. szeptember 17. |
| 26 (78) | Debütálás Aidoru Debjú (アイドルデビュー; Hepburn: Aidoru Debyū)                                                                             | 2004. szeptember 24. |
| 27 (79) | Elválasztott nővérek Kecurecu no Siszutázu (決裂の姉妹（シスターズ）; Hepburn: Ketsuretsu no Shisutāzu)                                      | 2004. október 2.     |
| 28 (80) | Seira virágoskertje Szeira no Hanazono (星羅の花園; Hepburn: Seira no Hanazono)                                                              | 2004. október 9.     |
| 29 (81) | Szomorúság tripla fenyegetéssel Micukai-tacsi no Júucu (みつかいたちのゆううつ; Hepburn: Mitsukai-tachi no Yūutsu)                           | 2004. október 16.    |
| 30 (82) | Ölelj át... Dakisimete... (抱きしめて...; Hepburn: Dakishimete...)                                                                           | 2004. október 23.    |
| 31 (83) | Az utolsó szerelmeslevél Szaigo no Rabu Retá (最後の恋文（ラブレター）; Hepburn: Saigo no Rabu Retā)                                         | 2004. október 30.    |
| 32 (84) | A tengerben eltűnt emlékek Umi ni Kiete Kioku (海に消えた記憶; Hepburn: Umi ni Kiete Kioku)                                                  | 2004. november 6.    |
| 33 (85) | Összekuszált szív Madareru Kokoro (乱れる心; Hepburn: Madareru Kokoro)                                                                       | 2004. november 13.   |
| 34 (86) | Egy fehér toll kísértése Siroi Hane no Júvaku (白い羽根の誘惑; Hepburn: Shiroi Hane no Yūwaku)                                               | 2004. november 20.   |
| 35 (87) | Több, mint búcsú Szajonara no Kavari ni... (さよならのかわりに...; Hepburn: Sayonara no Kawari ni...)                                        | 2004. november 27.   |
| 36 (88) | A kétségbeesés vége Szecubó no Hate (絶望の果て; Hepburn: Setsubō no Hate)                                                                   | 2004. december 4.    |
| 37 (89) | A kastélyhoz az égen... Tenkú no Siro e... (天空の城へ...; Hepburn: Tenkū no Shiro e...)                                                     | 2004. december 11.   |
| 38 (90) | Harc karácsonyestén Szeija no Tatakai (聖夜の戦い; Hepburn: Seiya no Tatakai)                                                                | 2004. december 18.   |
| 39 (91) | Tovább az álomnál Jume no Szono Szaki e (夢のその先へ; Hepburn: Yume no Sono Saki e)                                                         | 2004. december 25.   |